# Manovia

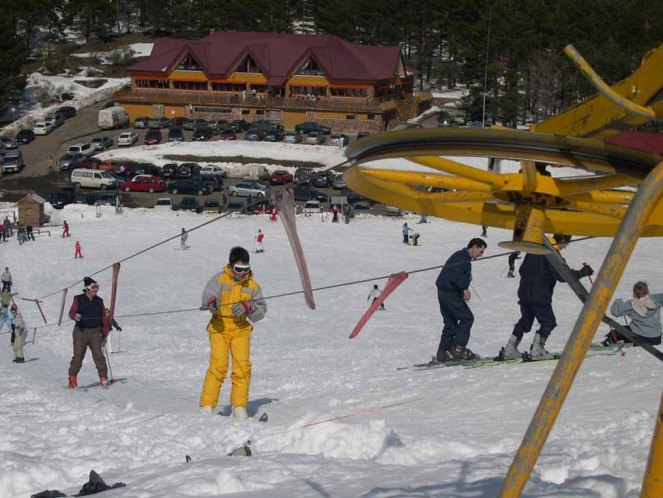
Manovia della stazione sciistica di Valle del Sol (Argentina)

La manovia, chiamata anche telecorda o sciovia/skilift a fune bassa, è un impianto di risalita a fune utilizzato negli sport invernali. Presente sui campi da sci consiste in una fune messa in moto da un piccolo argano, a meno di 1 metro dal terreno.

## Descrizione

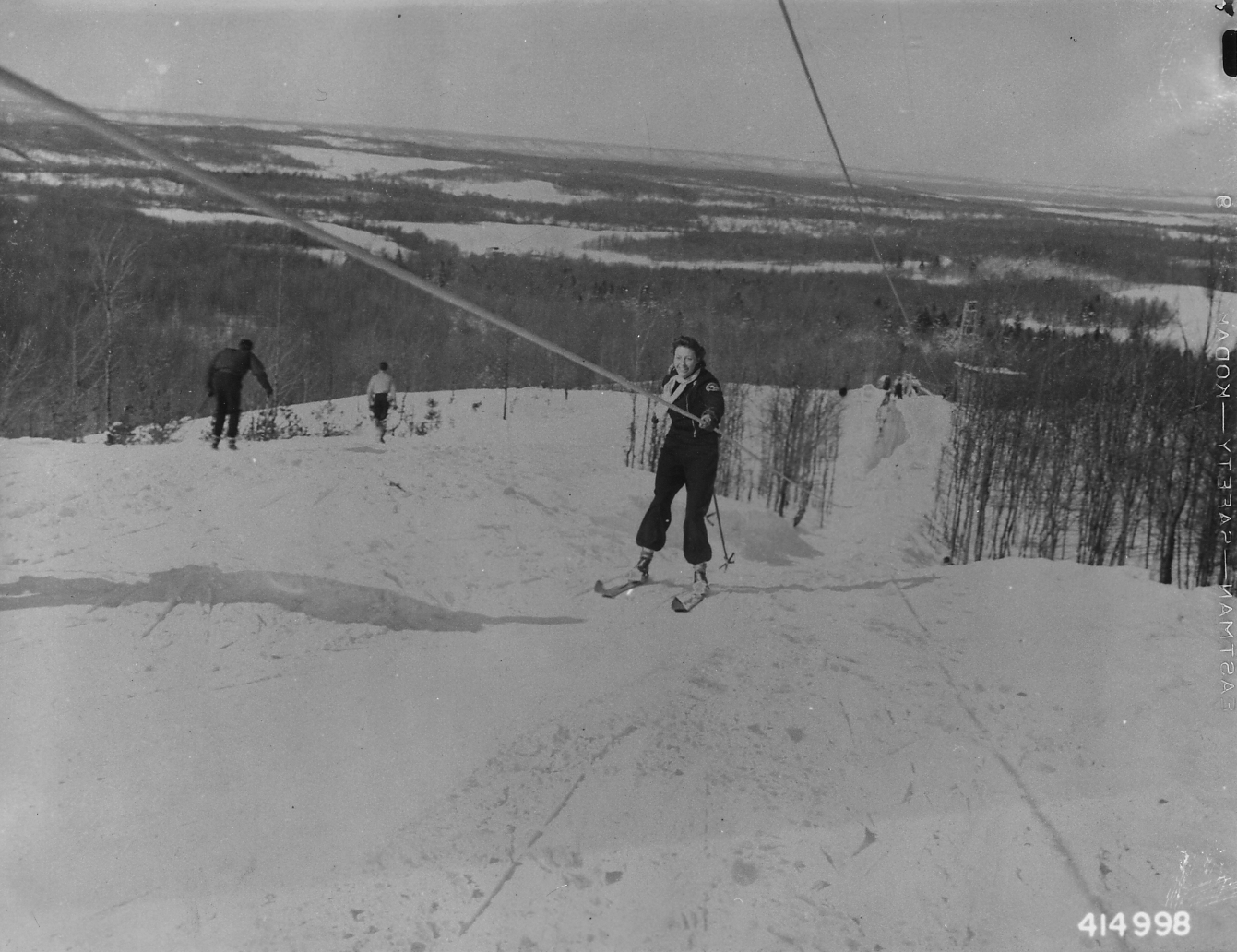
Una manovia all'interno della foresta nazionale di Huron-Manistee, Michigan (Stati Uniti) nel 1940

Gli sciatori la utilizzano afferrando direttamente la fune (rivestita in materiale tessile o antiscivolo) e facendosi trascinare, o aggrappandosi ad apposite maniglie fissate lungo la fune.
Serve per superare piccoli dislivelli all'interno dell'area sciabile o per servire snow-park e aree per principianti, comunque su tracciati brevi e poco pendenti. Può anche essere chiamata sciovia a fune bassa.

## Altri usi
In altro ambito la manovia è anche una serie di carrelli incatenati tra loro che scorrono lungo un binario e che girano incessantemente, sui quali vengono montate le varie parti che compongono un pezzo che può essere una scarpa o altri prodotti. Lungo questo serpente meccanico, sono dislocate le postazioni di operai/e che, in varie fasi successive, montano il pezzo in questione.